# Zoo Tycoon
Zoo Tycoon is een bedrijfssimulatiespel, ontwikkeld door Blue Fang Games en uitgegeven door Microsoft. Het werd op de markt gebracht in 2001 en is speelbaar op pc en Mac. Het spel was succesvol en heeft twee uitbreidingen gekregen: Dinosaur Digs (voegt dinosauriërs toe) en Marine Mania (voegt zeedieren en aquaria toe).

## Het spel
Het doel van Zoo Tycoon is om een braakliggend stuk grond om te bouwen tot een succesvolle dierentuin.

### De dieren van Zoo Tycoon
Bij het bouwen van een dierentuin kan de speler uit verschillende dieren kiezen:
- Afrikaanse olifant
- Gorilla
- Okapi
- Alpensteenbok
- Grizzlybeer
- Poolwolf
- Bengaalse tijger
- Groene baviaan
- Reuzenpanda
- Bizon
- Grote miereneter
- Rode reuzenkangoeroe
- Blauwe gnoe
- Hyena
- Schroefhoorngeit

- IJsbeer
- Siberische tijger
- Californische zeeleeuw
- Jachtluipaard
- Sneeuwluipaard
- Chimpansee
- Jaguar
- Steppezebra
- Dikhoornschaap
- Kafferbuffel
- Struisvogel
- Dromedaris
- Keizerspinguïn
- Thomsongazelle

- Eland
- Leeuw
- Witte Bengaalse tijger
- Flamingo
- Luipaard
- Wrattenzwijn
- Gemsbok
- Mandril
- Zwarte beer
- Giraffe
- Nevelpanter
- Zeekrokodil
- Grijze wolf
- Nijlpaard
- Zwarte neushoorn
- Eenhoorn (easter egg)
- Triceratops (easter egg)

Op de officiële website van Zoo Tycoon kon men 10 dieren downloaden:
- Afrikaanse wilde hond
- Magnet, een ijsbeer uit de Baltimore Zoo met een rode bal
- Aziatische olifant
- Poema
- Aziatische zwarte beer

- Rendier
- Bongo
- Yeti, de verschrikkelijke sneeuwman
- Indische antilope
- Lama

De triceratops is beschikbaar wanneer een verblijf de naam "Cretaceous Corral" heeft, of wanneer de speler het laatste scenario Breeding Giant Pandas heeft voltooid. In het uitbreidingspakket Dinosaur Digs is het uiterlijk en gedrag van de triceratops veranderd, waardoor ze door hekken heen kunnen breken waar ze voorheen niet doorheen konden.
De eenhoorn is beschikbaar wanneer een verblijf de naam "Xanadu" heeft, of wanneer de speler het scenario Paradise Island heeft voltooid.
De yeti was oorspronkelijk bedoeld als een easter egg, maar zat niet in Zoo Tycoon toen het spel uitgebracht was, de yeti is later beschikbaar gemaakt als download. De yeti zou als easter egg beschikbaar worden als een verblijf de naam "Kathmandu" heeft.
Magnet is een downloadbaar dier, dit dier is gebaseerd op Magnet, een in 1988 geboren ijsbeer uit de Baltimore Zoo. Magnet werd in een door Microsoft georganiseerde wedstrijd genaamd Beast in Show gekozen om een dier in Zoo Tycoon te worden. Deze wedstrijd vond plaats in 2001, toen Zoo Tycoon nog in ontwikkeling was. In 2015 werd Magnet geëuthanaseerd vanwege een leveraandoening.

### Uitleg van het spel
Voordat een speler dieren kan kopen, moet deze eerst een omheining bouwen. De omheining varieert in sterkte, grootte en materiaal. Zo zijn er houten, metalen en betonnen omheiningen. Voor sterke dieren als olifanten is het verstandig een sterke omheining te gebruiken, anders zullen deze dieren ontsnappen.
Na de omheining te hebben geplaatst, zal het verblijf moeten worden aangepast aan de behoeften van een dier. Hoe beter het verblijf aansluit bij de wensen van het dier, hoe gelukkiger het zal zijn. Zo kan het verblijf worden aangepast door het gebruik van meer dan veertig soorten planten (zoals struiken, eiken, palmbomen en waterplanten), verscheidene soorten rotsen en verschillende speeltjes voor de dieren.
Ook de grond kan worden aangepast.

Er zijn 15 verschillende bodemtypen:
| Bruine steen Brown Stone     | Aarde Dirt                      | Zand Sand                        |
| Gras Grass                   | Naaldbosgrond Coniferous Floor  | Zoetwater Fresh Water            |
| Grind Gravel                 | Regenwoudgrond Rainforest Floor | Zoutwater Salt Water             |
| Grijze steen Gray Stone      | Savannegras Savannah Grass      | Asfalt Asphalt                   |
| Loofbosgrond Deciduous Floor | Sneeuw Snow                     | Vertrapte grond Trampled Terrain |

Naast het bouwen van verblijven kan een speler nog verschillende gebouwen plaatsen die bezoekers kunnen aantrekken, zoals een dierentheater, een reptielenhuis, een insectenhuis, apenhuis en een volière.
Wanneer de dieren gelukkig zijn, moet de speler er ook voor zorgen dat zijn bezoekers niets tekortkomen door toiletten, verscheidene eetkraampjes (waaronder hotdogkraampjes, ijskraampjes, hamburgerkraampjes en pizzakraampjes) en drankkraampjes, restaurants en souvenirwinkels te bouwen, en door het plaatsen van vuilnisbakken, tafels, bankjes en decoratieve elementen als fonteinen, standbeelden, bloemen en lantaarnpalen. Tevens zijn er verrassingen ingebouwd op speciale dagen. Met Kerstmis kan er een kerstboom worden geplaatst en zal de Kerstman overvliegen, met Halloween kan er een pompoen worden gekocht en vliegt er een heks over de dierentuin.
Ook zijn er diverse soorten paden, waar de bezoekers over kunnen lopen: modder, zand, asfalt, beton, baksteen en keien.
Om voor het onderhoud van de dieren en de dierentuin te zorgen, kan een speler een dierenverzorger en onderhoudsman in dienst nemen. De dierenverzorger zorgt ervoor dat de dieren voedsel krijgen, geneest de dieren als ze ziek zijn en ruimt hun uitwerpselen op. De onderhoudsman houdt de dierentuin schoon. Hij ruimt de rommel op die de bezoekers hebben achtergelaten, maakt de vuilnisbakken schoon en repareert de omheining. Ook kan er een gids worden ingehuurd die de bezoekers meer informatie over de dieren geeft.

## Werking van het spel
Over het gehele gebied van de dierentuin kan men bouwen. Het spel is opgedeeld in hokjes, welke in het raster liggen. Gebouwen en andere objecten zijn altijd een bepaald aantal rasterhokjes groot. Als je deze dingen zelf maakt zal je het vanzelf tegenkomen.

### Objecten
Een object heeft altijd wat stukjes informatie op de achtergrond, namelijk:
- De lengte en de breedte: aangegeven in width en height
- Hoe blij (of niet blij) volwassenen en kinderen van een object worden
- De prijs

### Gebouwen
Ook een gebouw heeft een paar eigenschappen, namelijk:
- Alle gebouwen hebben 1 of meer producten die ze verkopen. Hiervan zijn plaatjes afgebeeld.
- Ook is er niet één plaatje, maar zijn er meerdere plaatjes. Als er iemand in een gebouw is of er iemand iets bij een gebouw koopt, begint het spel met een andere sessie plaatjes.
  - Als er een syntaxis bereikt wordt, weet Zoo Tycoon dat hij die reeks plaatjes moet afspelen. Deze syntaxis zal altijd 1 zijn, omdat als er 1 of meer mensen in een gebouw zijn moet de reeks met plaatjes als een film afgespeeld worden.
  - Uitzondering hierop is de WC. Deze heeft alleen een animatie als hij kapot gaat.
- Er is een maximum aan mensen ingesteld voor ieder gebouw. Als er dan nog steeds mensen in willen krijgen deze bij hun gedachten: "Hamburgerstand 1 is to crowded" , wat betekent "Hamburgerkraampje 1 is te druk". Dan kunnen ze er dus niet bij of in.
- De waren die een gebouw verkoopt zorgen ervoor dat er iets bij de mensen beter wordt! Zie ook Mensen in Zootycoon
  - Niet alle gebouwen verkopen iets, want gebouwen als het reptielenhuis en de volière horen ook tot de gebouwen.

### Dieren
Dieren zijn de meest ingewikkelde dingen in Zoo Tycoon. Je moet op veel dingen letten als je ze verzorgt. Er zijn heel wat gegevens opgeslagen met zo'n dier, namelijk:
- Dieren hebben verschillende bewegingen, bijvoorbeeld:
  - eten
  - springen
  - rennen
- Dieren hebben een tabel met hoe leuk ze dingen vinden, bijvoorbeeld:
  - dieren vinden paden niet leuk
  - dieren willen alleen een boom uit een bepaald gebied. Dit heet hun habitat.
- Hoe sterk ze zijn. Dieren kunnen namelijk door bepaalde hekken heen breken als ze sterk zijn
- Kunnen dieren springen of klimmen. Door deze eigenschappen kunnen dieren ontsnappen
- Zijn mensen bang voor deze dieren. Deze eigenschap bepaald of mensen vluchten of rustig door/weglopen
- Of het een roofdier of een prooidier is. Ook wordt bepaald welke dieren overleven met een gevecht en welke dood gaan

### Mensen
De mensen hebben een aantal kenmerken, namelijk:
- Mensen zijn opgedeeld in mannen, vrouwen en kinderen
- Mensen kan je niet echt configureren, ze hebben gewoon een aantal (vervelende) eigenschappen...
  - Ze gooien hun afval gewoon op de grond als na een aantal rasterhokjes nog steeds geen lege prullenbak is gevonden.
  - Ze worden gauw ontevreden, bijvoorbeeld als ze te veel vuile paden zien.
  - Ze zijn lui en nemen dus de kortste weg naar een pad toe
- Mensen hebben een aantal 'meters'. Deze kunnen beter of slechter worden door de producten van de gebouwen
  - tevredenheid
  - toilet
  - dorst
  - honger
  - moeheid

## Uitbreiding "Dinosaur Digs"
Er werden twee uitbreidingen ontwikkeld om het succes van Zoo Tycoon voort te zetten, één daarvan is "Dinosaur Digs".
In "Dinosaur Digs" keer je terug naar de tijd van de dinosaurussen. Je hebt naast de bestaande dieren keuze uit 20 soorten dinosaurussen. Er zijn ook nieuwe gebouwen en objecten, dino-wetenschappers en een DRT-Station. Dino-wetenschappers zijn de dierenverzorgers van de dinosaurussen. Het DRT-Station komt alleen in actie wanneer een dinosaurus ontsnapt. Een helikopter komt ter plaatse en verdooft de dinosaurus.
Ook heeft Microsoft een paar handige dingen ingebouwd: de dieren uit de originele Zoo Tycoon en de Dinosaurussen staan gescheiden in dierenkeuzemenu's. Dit geldt ook voor de objecten.
Dieren beschikbaar in "Dinosaur Digs":
| Allosaurus    | Iguanodon       | Styracosaurus       |
| Ankylosaurus  | Kentrosaurus    | Triceratops         |
| Apatosaurus   | Lambeosaurus    | T-rex               |
| Camptosaurus  | Plesiosaurus    | Velociraptor        |
| Coelophysis   | Reuzenschildpad | Wolharige neushoorn |
| Deinosuchus   | Sabeltandtijger | Wolharige mammoet   |
| Herrerasaurus | Stegosaurus     |                     |

Op de officiële website van Zoo Tycoon kan je nog drie dieren downloaden:
| Gallimimus | Plateosaurus | Reuzengrondluiaard |

### Systeemvereisten
- De originele versie van Zoo Tycoon
- Windows 9x, 2000, Me of XP of Xbox One
- 64 MB RAM-geheugen met Windows 98, Me en 2000, 128 MB RAM met Windows XP
- Minimaal 300 MB vrije schrijfruimte (600 MB aanbevolen)
- 4x cd-rom (of hoger)
- 4 MB grafische kaart (2D)
- Super VGA monitor met een schermresolutie van minimaal 800x600
- Een muis
- Luidsprekers

## Uitbreiding "Marine Mania"
De tweede uitbreiding op Zoo Tycoon is "Marine Mania".
In "Marine Mania" word je ondergedompeld in de onderwaterwereld. Je kunt in deze uitbreiding de zee naar jouw dierentuin halen. Het bouwen van grote bassins, nieuwe gebouwen, objecten en een zwembad. 

Het is zelfs mogelijk om shows te geven aan de bezoekers.
Je bouwt het verblijf van het dier en ook een showaquarium. De gasten kunnen op de tribunes plaatsnemen en de show bewonderen. Je kunt dit ook weer tot in de diepste details uitwerken. Je kunt o.a. de trucjes die dieren moeten uitvoeren, zelf bepalen om het de bezoeker nog beter naar zijn zin te maken.
Er is ook een nieuwe functie bijgekomen. Je kunt de bezoekers oppakken, om hen te redden van de verdrinkingsdood (of ze voeren aan de dieren).
Zeedieren beschikbaar in "Marine Mania":
| Blauwvintonijn      | Reuzenkraak   | Tijgerhaai           | Zeeolifant |
| Bruinvis            | Orka          | Tuimelaar            | Zeeotter   |
| Bultrugwalvis       | Pijlinktvis   | Pacifische walrus    |            |
| Groene zeeschildpad | Groene murene | Witte dolfijn        |            |
| Hamerhaai           | Potvis        | Witte haai           |            |
| Kortvinmakreelhaai  | Reuzeninktvis | Caribische lamantijn |            |
| Narwal              | Reuzenmanta   | Gele haarkwal        |            |

Ook kan je nog twee zeedieren downloaden:
| Barracuda | Zwaardvis |

Als je een zeemeerminnenstandbeeld in een bassin zet, ontploft het standbeeld en krijg je een zeemeermin die net zoals alle dieren een verblijf en voeding nodig heeft. Let op! De zeemeermin verschijnt niet in het adoptievenster van dieren en er zijn alleen vrouwtjes te krijgen.

### Systeemvereisten
- De originele versie van Zoo Tycoon
- Windows 9x, 2000, Me of XP
- 64 MB RAM-geheugen met Windows 98, Me en 2000, 128 MB RAM met Windows XP
- Minimaal 650 MB vrije schrijfruimte
- 4x cd-rom (of hoger)
- 4 MB grafische kaart (2D)
- Een beeldresolutie van minimaal 800x600
- Super VGA monitor met een schermresolutie van minimaal 800x600
- Een muis
- Luidsprekers

## De Complete Collectie
Microsoft heeft de complete versie Zoo Tycoon, samen met de uitbreidingen "Dinosaur Digs" en "Marine Mania" uitgebracht. In deze versie zijn er 13 nieuwe beschermde, uitgestorven en/of nooit bewezen diersoorten bij en een reeks nieuwe thema’s. Er zijn ook nieuwe gebouwen, hekken, paden en speeltjes voor de dieren beschikbaar. Maar voor de mensen die alle delen los gekocht hebben kan je dit pakket ook op de officiële site van Zoo Tycoon downloaden.
Dieren:
| Bigfoot            | Macrauchenia          | Tapir      |
| Japanse bosgems    | Mexicaanse wolf       | Walvishaai |
| Groenlandse walvis | Monster van Loch Ness | Zaagvis    |
| Javaanse neushoorn | Orang-oetan           |            |
| Komodovaraan       | Przewalskipaard       |            |

Thema’s:
- Aziatisch
- Mexicaans
- Regenwoud
- Japans
- Savanne-stam

## Systeemeisen

### Windows
De volgende minimale systeemeisen hebben betrekking tot de Windows-versie.

### Mac OS
De volgende minimale systeemeisen hebben betrekking tot de Mac OS-versie.